# Assimilation des Talyches
L'assimilation des Talysh est un processus socioculturel en République d'Azerbaïdjan (et son prédécesseur, la RSS d'Azerbaïdjan de l'Union soviétique) dans lequel les Talysh cessent de s'identifier comme faisant partie de la communauté ethnique et culturelle talysh. L'assimilation passe par l'identification à la culture, à la religion, aux idéaux nationaux ou politiques du milieu assimilateur ou par des mariages mixtes.

## Assimilation
L'influence des processus ethniques, principalement le processus d'assimilation naturelle, sur l'évolution de la composition ethnique de la population a été encore plus importante qu'au cours de la période précédente. L'assimilation par les Azerbaïdjanais des peuples du groupe Shahdagh, Tats, Talysh et autres a contribué à une augmentation du nombre absolu d'Azerbaïdjanais et de leur part dans l'ensemble de la population de la république. Ainsi, lors du recensement de 1959 et des recensements ultérieurs, les Talysh ont nommé l'azéri comme langue maternelle, et eux-mêmes les Azéris. Cependant, une partie des Talysh a continué à considérer le Talysh comme leur langue maternelle. Selon le recensement de 1897, 35 219 Talysh vivaient dans l'Empire russe, et selon le recensement de 1926, il y avait 77 039 Talysh dans la RSS d'Azerbaïdjan. De 1959 à 1989, les Talysh n'ont été inclus dans aucun recensement en tant que groupe ethnique distinct, mais étaient considérés comme faisant partie des Turcs azerbaïdjanais, bien que les Talysh parlent l'iranien. En 1999, le gouvernement azerbaïdjanais a déclaré qu'il n'y avait que 76 800 Talysh en République d'Azerbaïdjan, mais cela est considéré comme inférieur au nombre réel compte tenu des problèmes d'enregistrement en tant que Talysh. Certains affirment que le nombre de Talysh habitant les régions du sud de l'Azerbaïdjan est de 500 000. Des organisations internationales telles que Washington Profile, l'Organisation des nations et des peuples non représentés et Radio Free Europe / Radio Liberty, ont exprimé leur inquiétude face à l'arrestation de Novruzali Mammadov, président du Centre culturel Talish et rédacteur en chef du journal "Tolyshi Sado". Il a été arrêté et condamné à 10 ans pour haute trahison après que son journal ait publié des articles affirmant que le poète Nizami et le chef du soulèvement anti-arabe Bābak Khorramdin étaient des Talysh (et non des Azerbaïdjanais, comme on le considère officiellement en Azerbaïdjan). Le rapport de la "Commission européenne contre le racisme et l'intolérance" (ECRI) note que dans le contexte de la culture de sentiments anti-arméniens en Azerbaïdjan, de sérieuses inquiétudes sont également exprimées concernant l'incitation à la haine envers la minorité talyche. L'ECRI note avec préoccupation des cas d'abus de la législation à l'encontre de membres de minorités. C'est ainsi que l'ancien rédacteur en chef du seul journal en langue talish "Tolyshi Sado", le militant des droits de l'homme Hilal Mammadov, a été arrêté et accusé de possession de drogue. Lors de son arrestation, il a été battu et insulté pour des motifs ethniques. Hilal Mammadov a été placé en garde à vue après avoir publié une vidéo sur la culture talyche sur Internet, qui a été visionnée plus de 20 millions de fois. Leyla Yunus a décrit son arrestation comme un exemple de pression sur les représentants des minorités nationales. Auparavant, l'ancien rédacteur en chef du même journal Talysh, Novruzalli Mammadov, avait été arrêté et est mort en prison.